# Blanka Vlašić
Blanka Vlašić (pronunciat: ˈblaːnka ˈʋlaʃitɕ) (Split, 8 de novembre de 1983) és una atleta croata especialista en salt d'alçada.
És campiona del món a Osaka 2007 i a Berlín 2009 així com, en pista coberta, a València 2008 i a Doha 2010. En categoria júnior, va ser campiona del món en dues ocasions: Santiago 2000 i Kingston 2002.
També és campiona d'Europa a Barcelona 2010.
Ha participat en tres Jocs Olímpics, però només hi ha aconseguit una medalla (argent a Pequín 2008) i arribar a la final d'Atenes 2004.

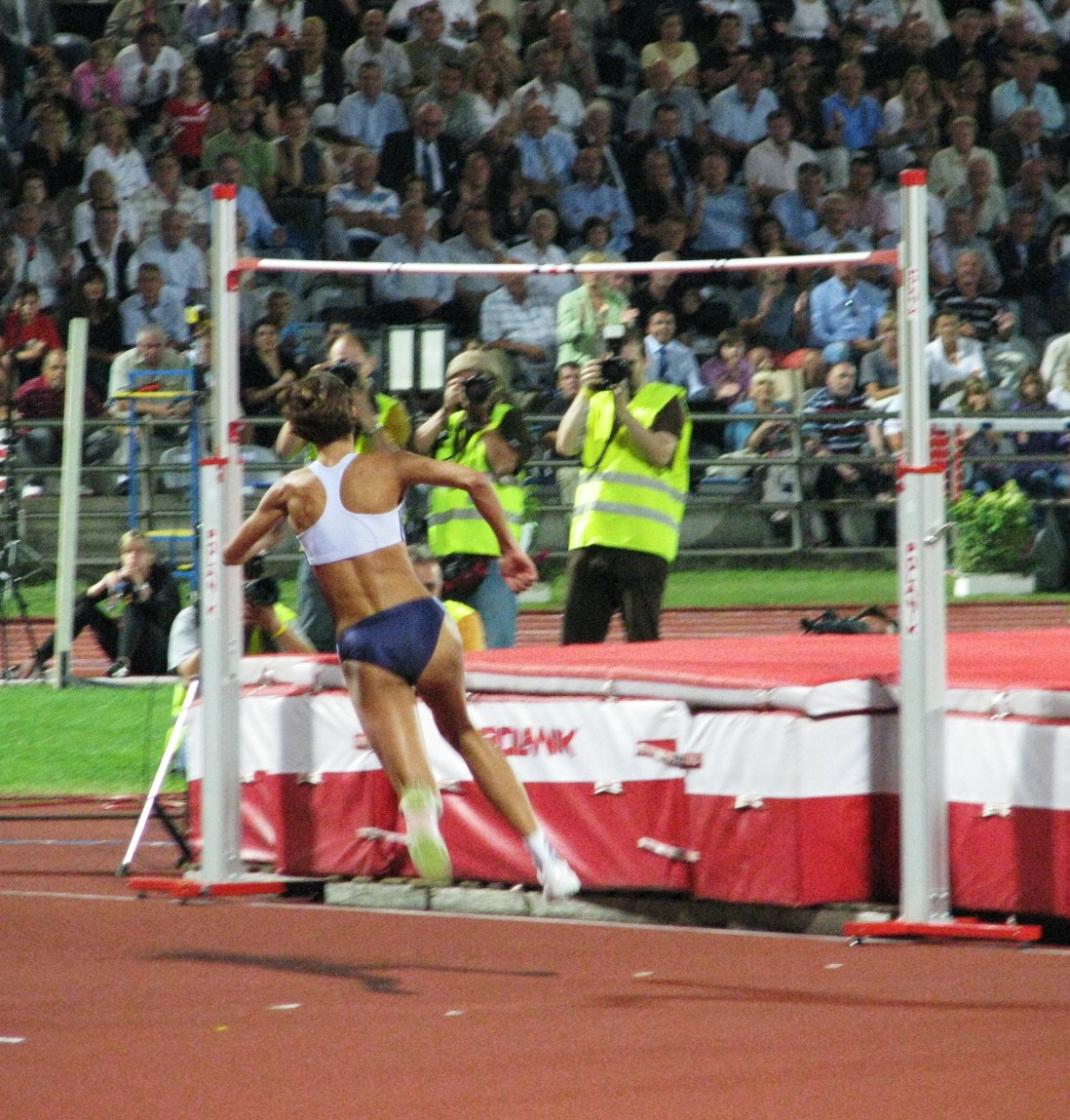
A punt de saltar 2,08m a Zagreb

El 31 d'agost del 2009 va saltar 2,08 m (millor marca personal) a Zagreb, establint així la millor marca mundial de l'any, el rècord nacional de Croàcia i el segon millor resultat mundial de tots els temps.
El 2007 va ser nomenada atleta europea de l'any i el 2010 va recollir dos guardons: el segon atleta europea de l'any i el primer atleta femenina de l'any (per la IAAF).

## Resultats

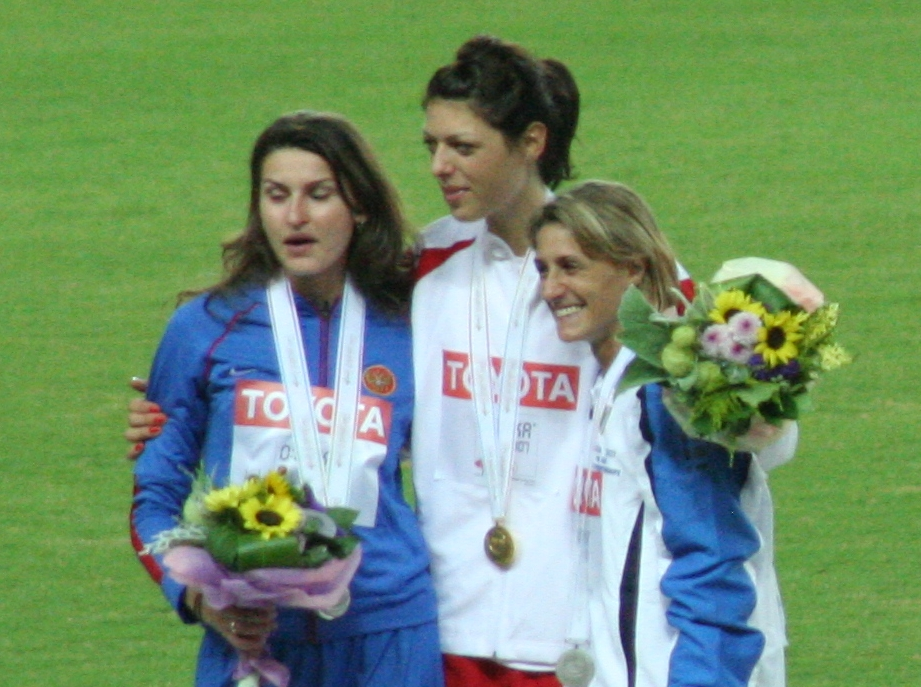
Vlašić, campiona del món a Osaka

| Any  | Competició                       | Lloc        | Resultat | Marca  |
| ---- | -------------------------------- | ----------- | -------- | ------ |
| 2000 | Jocs Olímpics                    | Sydney      | Elim.    | 1,92 m |
| 2000 | Campionat del Món júnior         | Santiago    | 1a       | 1,91 m |
| 2001 | Jocs del Mediterrani             | Tunis       | 1a       | 1,90 m |
| 2001 | Campionat del Món                | Edmonton    | 6a       | 1,94 m |
| 2002 | Campionat d'Europa en p. coberta | Viena       | Elim.    | 1,92 m |
| 2002 | Campionat del Món júnior         | Kingston    | 1a       | 1,96 m |
| 2002 | Campionat d'Europa               | Múnic       | 5a       | 1,89 m |
| 2003 | Campionat del Món en p. coberta  | Birmingham  | 4a       | 1,96 m |
| 2003 | Campionat del Món                | París       | 7a       | 1,95 m |
| 2003 | Final Mundial                    | Monte Carlo | 4a       |        |
| 2004 | Campionat del Món en p. coberta  | Budapest    | 3a       | 1,97 m |
| 2004 | Jocs Olímpics                    | Atenes      | 11a      | 1,89 m |
| 2005 | Campionat del Món                | Hèlsinki    | Elim.    | 1,88 m |
| 2006 | Campionat del Món en p. coberta  | Moscou      | 2a       | 2,00 m |
| 2006 | Campionat d'Europa               | Göteborg    | 4a       | 2,01 m |
| 2006 | Final Mundial                    | Stuttgart   | 6a       |        |
| 2007 | Campionat d'Europa en p. coberta | Birmingham  | 5a       |        |
| 2007 | Campionat del Món                | Osaka       | 1a       | 2,05 m |
| 2007 | Final Mundial                    | Stuttgart   | 1a       | 2,00 m |
| 2008 | Campionat del Món en p. coberta  | València    | 1a       | 2,03 m |
| 2008 | Jocs Olímpics                    | Pequín      | 2a       | 2,05 m |
| 2008 | Final Mundial                    | Stuttgart   | 1a       | 2,01 m |
| 2009 | Campionat del Món                | Berlín      | 1a       | 2,04 m |
| 2009 | Final Mundial                    | Tessalònica | 1a       | 2,04 m |
| 2010 | Campionat del Món en p. coberta  | Doha        | 1a       | 2,00 m |
| 2010 | Campionat d'Europa               | Barcelona   | 1a       | 2,03 m |
| 2010 | Copa Continental                 | Split       | 1a       | 2,05 m |
| 2011 | Campionat del Món                | Daegu       | 2a       | 2,03 m |

## Curiositats
El nom de Blanka va ser escollit pel pare, Joško Vlašić, després de participar en els Jocs del Mediterrani de 1983 a Casablanca. Li va agradar tant la ciutat que va voler homenatjar-la anomenant Blanka la seva filla.